# Carlo Facchini (musicista)
Carlo Facchini (Bologna, 1º gennaio 1960) è un musicista e compositore italiano.
Autore di testi e musiche, chitarrista fin dalla prima adolescenza, inizia a formarsi artisticamente presso il Teatro Laboratorio di Verona, diretto dal regista e drammaturgo Ezio Maria Caserta.
Fondatore del gruppo Tempi Duri (prodotto dall'etichetta discografica Fado di Fabrizio De André e Dori Ghezzi) nei primi anni 80 e di una nuova band, La Carboneria, nel 2009. Entrambi i progetti sono tuttora attivi.
Insieme a Fabrizio De André scrive Cose che dimentico, brano interpretato da De André insieme al figlio Cristiano e pubblicato nel dicembre 2005 nella raccolta postuma di Faber In direzione ostinata e contraria.

## Biografia
Il suo amico Massimo Bubola lo presenta a Fabrizio De André intuendone le qualità compositivo/esecutive. Carlo Facchini firma, poco più che adolescente, un contratto con l'etichetta discografica Fado, di proprietà di Fabrizio De André e della moglie Dori Ghezzi. Lo fa con la band Tempi Duri, in cui entra anche Cristiano De André, figlio di Fabrizio.
Dal 1980 al 1984 il gruppo svolge una serrata attività discografica e live, imperniata proprio sulle composizioni scritte da Carlo Facchini. I risultati sono molto buoni: buoni piazzamenti in classifica per 2 singoli ed un LP, la partecipazione a varie edizioni del Festivalbar (1981, 1982, 1983) e vari tour in Italia e all'estero. Dopo questa intensa attività, Carlo Facchini lascia la band per assolvere il servizio militare, proprio nel momento in cui riceve la proposta di un nuovo contratto con la Targa Records (etichetta di Vasco Rossi) che quindi Carlo decide di non firmare.
Dopo lo scioglimento dei Tempi Duri, Facchini sceglie di tenersi per alcuni anni ai margini del mondo della musica, pubblicando solo in circostanze molto particolari. Nel frattempo alleva 4 figli e si dedica soprattutto all'attività di autore e ad una ricerca artistica più approfondita. È di questi anni la collaborazione con il sound engineer e produttore statunitense Arne Frager, proprietario dei famosi Plant Studios di Sausalito, in California (Usa) e, in Italia, con il produttore Lucio Fabbri.
Carlo Facchini è anche produttore discografico dei Tra, band italo-tedesca che con il primo album guadagna le prime pagine di giornali e TG internazionali con il brano ed il videoclip shock Salve Regina che finisce sulle prime pagine dei giornali di tutto il mondo.
Nel 2009 fonda una nuova band: La Carboneria. Pubblica due cd, entrambi editi da Saifam e distribuiti da Halidon: Dai Tempi Duri alla Carboneria (marzo 2010) con la produzione di Lucio Fabbri ed Erba, Vento, Fuoco (giugno 2011), con produzione di Massimo Germini e Lucio Fabbri. Nel 2010 il brano di Facchini Italia Parte 2 viene scelto dai ricercatori italiani come inno in occasione della protesta contro la Riforma Gelmini. Lo stesso music maker partecipa attivamente all'occupazione del tetto dell'università di Roma, tra novembre e dicembre 2010. Per 15 giorni staziona sul tetto della facoltà di Architettura dell'università La Sapienza insieme a figure di spicco della cultura italiana (tra cui Antonello Venditti, da lui stesso invitato). In quei giorni dichiara: “Credo che l'artista in questo momento debba tornare al sociale, smuovere le coscienze. Io sono qui per lottare contro un decreto legge che tarperà fondi e mezzi alla scuola e ai ricercatori. Mi interesso del futuro dei miei figli e, di conseguenza, di tutti i giovani”.
Il 2009 è anche l'anno di United Verona Artists, un progetto fortemente voluto da Facchini, con i cantautori Enrico Nascimbeni e Gilberto Lamacchi, per riunire tutti gli artisti veronesi per un lungo concerto al Teatro Romano di Verona. Durante la serata si sono esibite conoscenze dello stesso music maker veronese: Gigliola Cinquetti, Umberto Smaila, Jerry Calà, Franco Oppini, Ivana Spagna, Veronica Marchi, Sonohra, Dioniso, Rudy Rotta, Filippo Perbellini. All'evento hanno partecipato anche attori come Fabio Testi, Lory Del Santo ed Eva Grimaldi.
Dopo molti concerti in giro per l'Italia, a partire dal 2013 Facchini porta le sue canzoni anche a Hong Kong ed in Cina. Lo fa grazie all'interessamento di un giornalista musicale cinese che lo invita per i primi concerti nelle aree di Shanghai, Ningbo e Meishan. Nel tour cinese, Facchini totalizza 4 concerti con una media di 30.000 spettatori l'uno.
A partire dal 2007, Facchini inizia ad occuparsi intensamente anche di cinema. Nel 2007 fonda CineVerona, società che si occupa di Casting per conto di produzioni cinematografiche e pubblicitarie nazionali ed internazionali. CineVerona si occupa prevalentemente di Casting per Film (Letters To Juliet, Rockstar), Fiction (Bakhita, Braccialetti Rossi), Talent Show, TV Spot e programmi televisivi.
È di settembre 2014 la notizia della composizione da parte di Carlo Facchini di una serie di canzoni per la trasmissione Casa Chievo, in onda su Radio Universal, emittente ufficiale della squadra di calcio del Chievo Verona. Un contributo di Facchini, in parte legato alla stima ed amicizia che da anni lo lega al capitano del Chievo, Sergio Pellissier.
Dopo oltre 30 anni di blackout quasi totale,  i Tempi Duri riprendono sorprendentemente la piena attività nel 2014, effettuando 3 uscite contemporanee in un solo giorno, il 27 gennaio 2015, con il nuovo album Canzoni Segrete (13 tracce + booklet), la pubblicazione dello storico album Chiamali Tempi Duri remastered (9 tracce + booklet) e la pubblicazione del cofanetto Canzoni Segrete Deluxe Edition (21 tracce + booklet) che racchiude entrambi gli album.
Cina ed Asia: Tra fine 2017 ed il 2018, invitato a ripercorrere un antichissimo viaggio tra Pechino, Kathmandu (Nepal) e Xi'an dal poeta cinese Zhang Chu (张初), scrive e pubblica i 7 brani (uno per ciascun paese attraversato) che compongono la colonna sonora di "Beyond Borders - A Monk's Incredible Adventures" (San Duo Tang, Cina, 2019). Un film girato in 7 paesi dell'Asia Orientale (tra cui Cina, Nepal, India, Pakistan, Sri Lanka) e dedicato alla figura di Faxian, filosofo e monaco buddhista del 400 DC, noto per aver viaggiato a piedi alla ricerca del Buddha per circa 15.000 km, attraverso gl sconfinati deserti ed i piccoli villaggi che separavano Xi'an, antichissima città cinese, dal Nepal, dall'India e, nella parte finale, dalla possibilità di portare a termine un desiderato ma arduo ritorno a morire in patria. Prodotto da Beijing SDT Media Co. Ltd, per la regia di David Pan (潘纳维什) e l'editing della giovane producer 周 宇辰 (Zhou Yu Chen). Con la partecipazione, nell'inedito ruolo di attore protagonista, del popolarissimo poeta cinese 张初 Zhang Chu (China, 2019)

## Discografia

### Dischi e tour ufficiali
Facchini partecipa in veste di chitarrista e corista a 3 dei principali Tour di Fabrizio De André. Inoltre suona un centinaio di concerti in Italia con La Carboneria ed altrettanti, sia in Italia che all'estero, con i Tempi Duri. Altri live che può annoverare sono quelli con Massimo Bubola, Cristiano De André, i Tra, Mauro Pagani.

### Collaborazioni artistiche
Facchini, durante la sua ormai lunga carriera, ha collaborato con Mark Harris, Dori Ghezzi, Mauro Pagani, Lucio Violino Fabbri, Alice, Andrea Parodi (ex Tazenda), Fabrizio Consoli, i Tra, Gigi Marras, Dolcenera, Noise Criteria, Gianni Morandi, Federico Trojani, Allan Goldberg ed altri artisti o produttori discografici. Autore di canzoni (testi e musiche) pubblicate, anche al di fuori della propria discografia, con Fabrizio De André (Cose che Dimentico), Massimo Bubola, Cristiano De André, Oscar Avogadro, Oscar Prudente, Pier Michelatti, Gigi Giuffrida ed Eugenio Finardi.

### Discografia ufficiale
Con i TEMPI DURI
45 giri
- 1982 - Tempi duri/In una notte così (Fado, FDNP 3003)
- 1983 - Gabbia/Jekill (Fado, FAD 35002; Produzione: Mauro Pagani)

#### Album
- 1982 - Chiamali Tempi Duri - (Fado FAD 35701) Arrangiamenti: Tempi Duri - Produzione: Mark Harris
- 1982 - Chiamali Tempi Duri - Fado/Metronome GmbH 1982
- 2015 - Canzoni Segrete
- 2015 - Chiamali Tempi Duri remastered
- 2015 - Canzoni Segrete Deluxe Edition
- 2019 - Beyond Borders - A Monk's Incredible Adventures  (Soundtrack) China, 2019

#### 45 giri promozionali
- Singolo - Via Waterloo - Fado - PROMO FAD 31, Fado 1982
- Singolo - Regina di dolore - Fado - PROMO 44 FAD 36 - 1N, Fado 1982 (retro: M. Bubola, Spezzacuori)
- Singolo – Con le nostre mani – Pirames International 2009
- CD Album -Tempi duri- MBO/UNIVERSAL - MBO 300343-2, 2003 Masterizzazione dell'albumChiamali tempi duri, compresi i brani Jekyll, Gabbia e l'inedito E.I.
- CD Singolo -Per te-Signora senza pace- MBO/UNIVERSAL - MBO 300345-3, 2009

Progetti con altre etichette
- CD Album -Danza di pace- (TRA) - S.Paolo 1995
- CD Album -Laudate dominum- CGD EAST WEST 1996
- CD Album -Sanctus - Gregorian Now- S.PAOLO 1996
- 2019 - Beyond Borders - A Monk's Incredible Adventures  (Soundtrack) Beijing SDT Media Co. Ltd. - China, 2019

Con LA CARBONERIA
- CD Album - Dai Tempi Duri alla Carboneria - SAIFAM/HALIDON, 2010
- CD Album - Erba, Vento, Fuoco - SAIFAM/HALIDON, 2011
- DVD Il mistero del Tempi Duri – Sole Rosso, 2009